# Eugenio Siena
Eugenio Siena, né le 1er avril 1905 à Milan et décédé le 15 mai 1938 à Tripoli âgé de 33 ans, fut un pilote automobile italien de courses sur voitures de sport et de Grand Prix durant l'entre-deux-guerres.

## Biographie

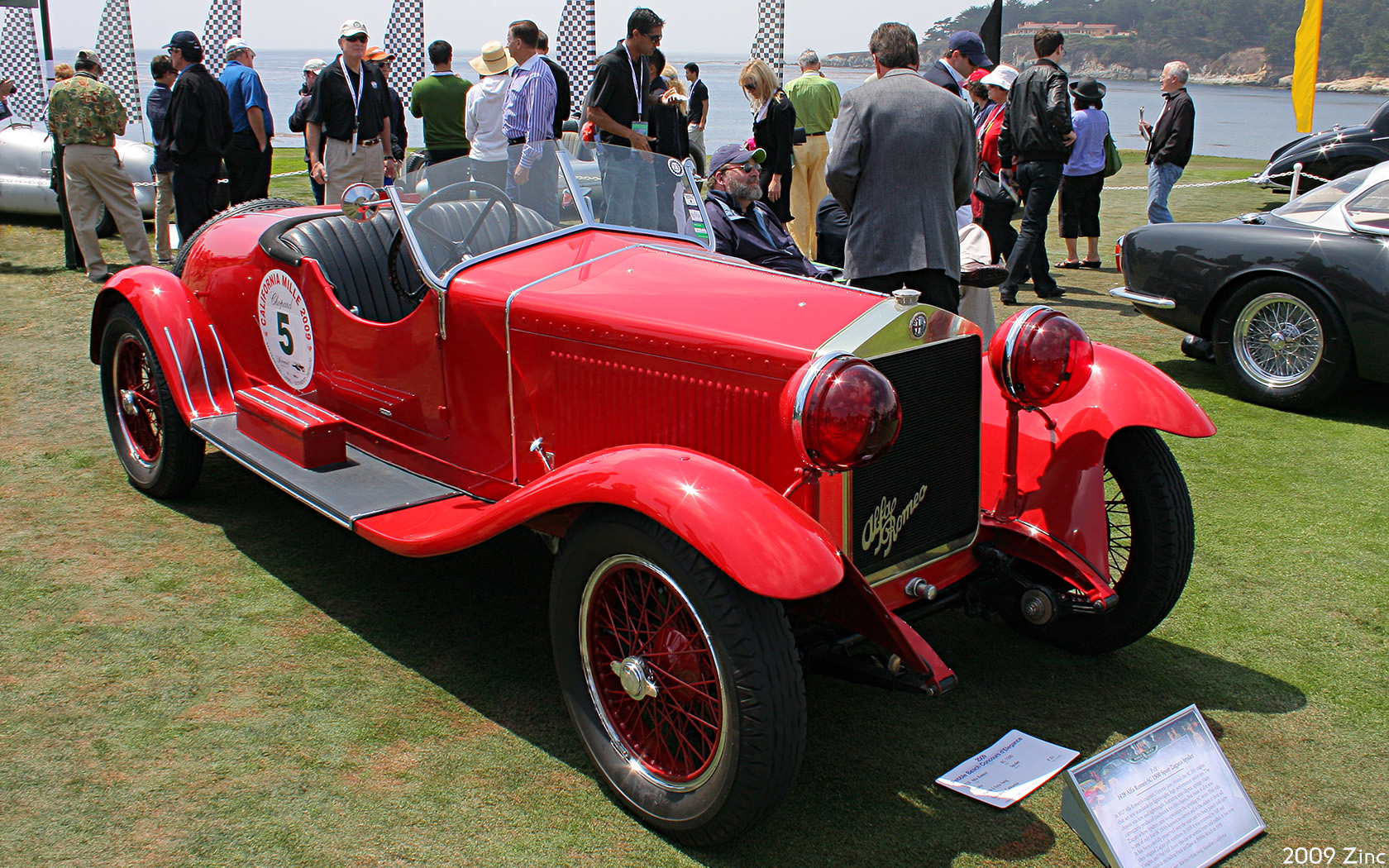
Alfa Romeo 6C 1500 Sport Zagato Spyder de 1928.

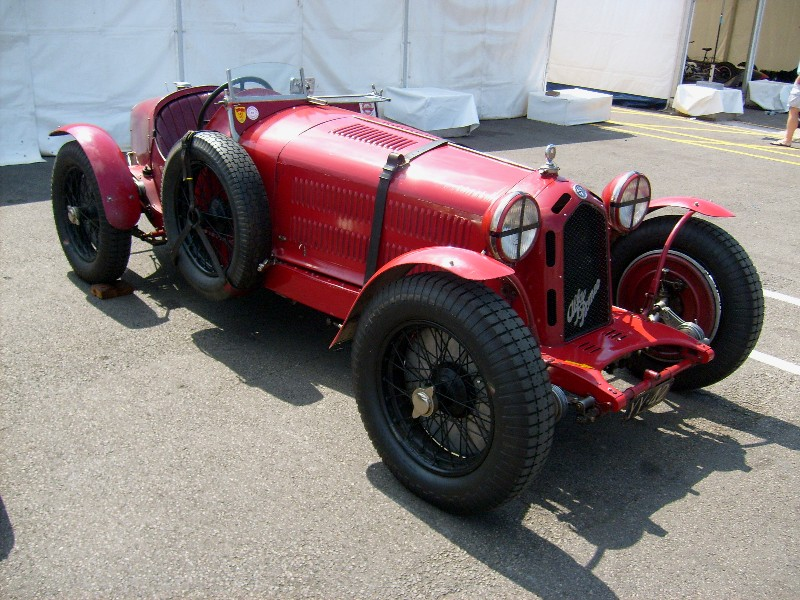
Alfa Romeo 8C 2300 Corto Monza.

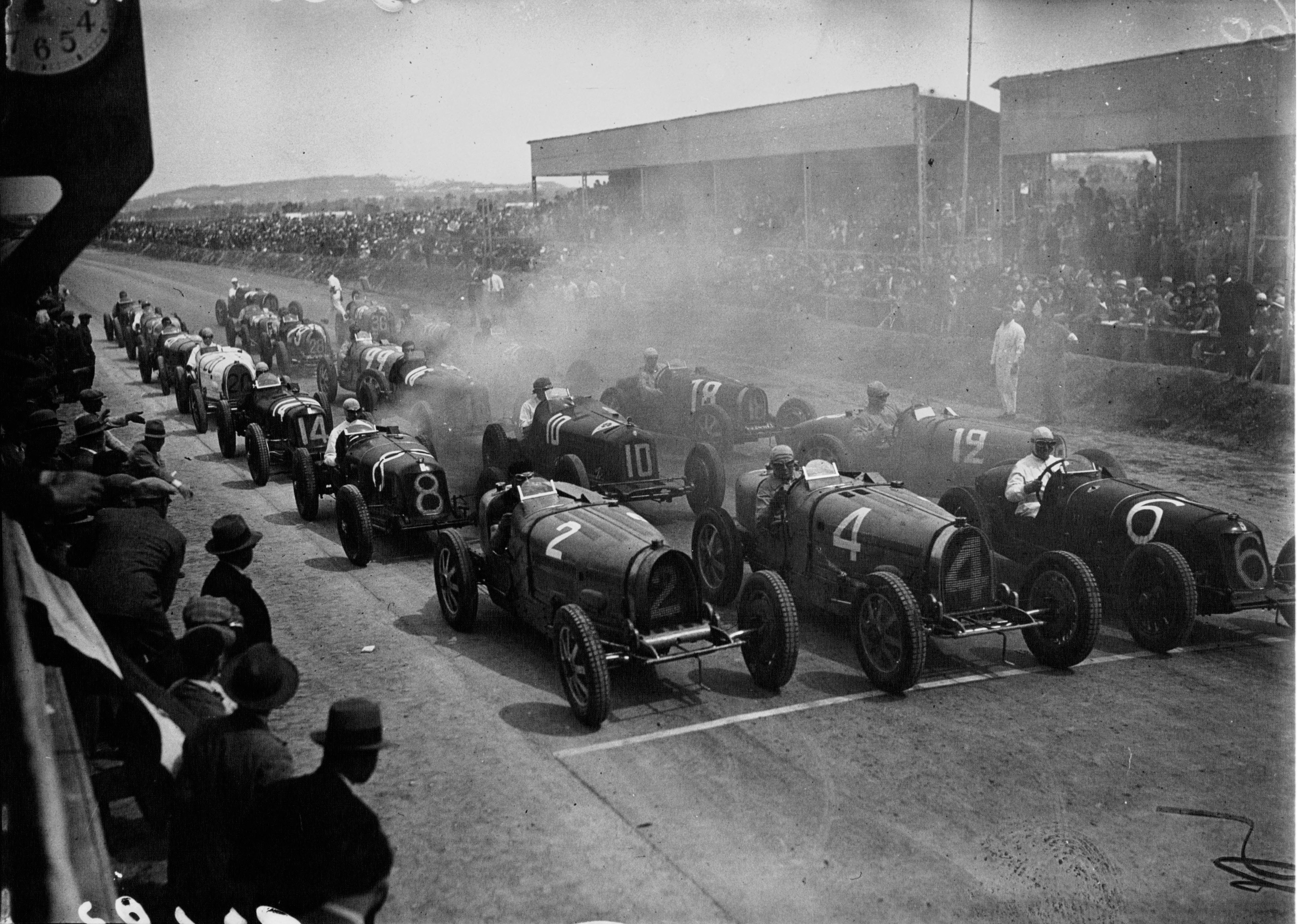
Départ du Grand Prix de Tunisie 1932 : Siena no 16 et futur quatrième est en troisième ligne, entre Varzi no 18 (à sa g.) et de De Maleplane no 14 (à sa d.).

Cousin de Giuseppe Campari, son activité de pilote en sport automobile s'étend de 1928 (avec une première victoire à la clé) à 1938 (dernière compétition lors des Mille Miglia), durant près de 45 courses, notamment pour les écuries Scuderia Subalpina, Scuderia Ferrari, Scuderia Siena (dont il était le directeur), Scuderia Torino, et Alfa Corse.
Il rejoint initialement Alfa Romeo comme apprenti mécanicien. Orienté vers le département course, il devient pilote d'essai de la Scuderia Ferrari en 1930, équipe qu'il quitte en 1934, évoluant alors sur Maserati entre 1934 et 1936 pour l'équipe de Sienne (plus rarement pour celle de Turin). À la suite de sa victoire milanaise de 1937 à titre privé en voiturette, il se tue l'année suivante dès sa première course officielle pour Alfa Romeo sur la Tipo 312 en Libye, après une sortie de route sur l'Autodromo della Mellaha pour éviter de toucher Franco Cortese alors leader des voiturettes, en passant entre quelques arbres dans une dune pour aller percuter le mur d'une habitation. Éjecté à plusieurs mètres du véhicule il mourut sur le coup. Quelques minutes plus tard le hongrois László Hartmann entra en collision avec Giuseppe Farina. Colonne vertébrale brisée, il décéda le lendemain à l'hôpital tripolitain.

## Palmarès
Mécanicien embarqué:
- Copa Acerbo en 1924 (associé à Enzo Ferrari sur Alfa Romeo RL pour cette première édition, à Pescara).

Tourisme:
- Circuit de Modène en 1928 (associé à Enzo Ferrari sur Alfa Romeo 6C 1500 SS Zagato).
- 24 Heures de Spa en 1932 (associé à Antonio Brivio sur Alfa Romeo 8C 2300 MM).
- Circuit d'Avellino en 1933 (VIe Coppa Principe di Piemonte, sur Alfa Romeo 8C 2300 MM de la Scuderia Ferrari).
  - 2e de la Targa Abruzzi en 1933 (sur Alfa Romeo 8C 2300).
  - 2e des Mille Miglia en 1934 (associé à Tazio Nuvolari sur Alfa Romeo 8C 2300);
  - 2e de Parme-Poggio de Berceto (de) en 1937 (sur Alfa Romeo 8C).

Grand Prix (voiturettes 1,5 l):
- Circuit de Milan en 1937 (sur Maserati 4CM personnelle, au Sempione Park);

Grand Prix:
- 4e du Grand Prix de Tunisie en 1932 (sur Alfa Romeo 8C 2300 Monza de la Scuderia Ferrari).
- 5e du Grand Prix de Belgique en 1933 (sur Alfa Romeo 8C 2600 Monza de la Scuderia Ferrari).
- 5e du Grand Prix d'Italie en 1933 (avec Antonio Brivio, sur Alfa Romeo 8C 2600 Monza de la Scuderia Ferrari).
- 5e de la Coupe de la Principauté du Piémont en 1937 (sur  Alfa Romeo 8C 3500).